# Хегевальд, Тобиас
Тобиас Хегевальд (нем. Tobias Hegewald; род. 3 августа 1989 года в Нойвиде) — немецкий автогонщик.

## Карьера

### Картинг
Хегевальд провёл три сезона в профессиональном картинге, включая пятое место в сезоне 2002 Junior Monaco Kart Cup уровня ICA Junior, где его соперниками были будущие гонщики Евросерии Формулы-3 Александр Симс, Жан-Карл Верне, Стефано Колетти и Жюль Бьянки, а также действующий пилот Формулы-1 Себастьен Буэми.

### Формула-БМВ
В 2005 Хегевальд перешёл в классы открытых колёс и первыми сериями стали Формула-БМВ ADAC и Формула-БМВ США. Он финишировал 20-м в немецком чемпионате с шестью очками, и 15-м в американской серии, с 22 очками и двумя поул-позициями, включая гонку поддержки Гран-при Канады 2005 года.
В 2006 он добился небольшого улучшения в немецкой серии, финишировал тринадцатым в серии ADAC, заработал 29 очков в 18 гонках. Также он принял участие в четырёх этапах американской серии и заработал 23 очкав и это принесло четырнадцатое место по итогам сезона.

### Формула-Рено
Хегевальд подписал контракт с командой базирующейся на трассе Ошерслебен — Motorsport Arena на выступление в Североевропейском кубке Формулы-Рено 2.0 и Еврокубке Формулы-Рено 2.0. Хотя ему не везло в Еврокубке, он смог побороться за титул NEC с Франком Кехелем, но ему не хватило 79 очков — Хегевальд заработал три победы и десять подиумов и завершил сезон вторым.
После переименования команды в Motopark Academy в 2008, Хегевальд продолжил участие в двух чемпионатах, надеясь что это принесёт ему хотя бы один титул. Его результаты в Еврокубке улучшились и он закончил сезон на пятом месте, тем не менее, его обошёл напарник Валттери Боттас, который смог вырвать титул в борьбе с Даниэль Риккардо. В серии NEC, Хегевальд выиграл лишь одну гонку из 14, и получил третье место в чемпионате.
Хегевальд принял участие во втором этапе Сезоне 2009 Мировой Серии Рено, заменив Михая Маринеску в команде Interwetten. Этот это прошёл раньше запланированного участия в Сезоне 2009 ФИА Формулы-2.

### Формула-2
После участия в тестовой серии Формулы Палмер Ауди, Хегевальд подписал контракт на участие в возрождённой серии ФИА Формула-2 в 2009. Он гоняется на болиде под номером 8.

## Результаты выступлений

### Гоночная карьера
| Сезон | Серия                                    | Команда                      | Гонки | Поулы | Победы | Очки | Место |
| ----- | ---------------------------------------- | ---------------------------- | ----- | ----- | ------ | ---- | ----- |
| 2005  | Формула-БМВ ADAC                         | ADAC Berlin-Brandenburg e.V. | 20    | 0     | 0      | 6    | 20    |
| 2005  | Формула-БМВ США                          | Atlantic Racing Team         | 4     | 2     | 0      | 22   | 15    |
| 2006  | Формула-БМВ ADAC                         | ADAC Mittelrhein e.V.        | 18    | 0     | 0      | 29   | 13    |
| 2006  | Формула-БМВ USA                          | Mosquito Motorsports         | 4     | 0     | 0      | 23   | 14    |
| 2007  | Еврокубок Формулы-Рено 2.0               | Motorsport Arena             | 14    | 0     | 0      | 25   | 13    |
| 2007  | Североевропейский кубок Формулы-Рено 2.0 | Motorsport Arena             | 14    | 5     | 3      | 297  | 2     |
| 2008  | Eurocup Formula Renault 2.0              | Motopark Academy             | 14    | 0     | 0      | 71   | 5     |
| 2008  | Североевропейский кубок Формулы-Рено 2.0 | Motorsport Arena             | 14    | 1     | 1      | 260  | 3     |
| 2008  | Формула Палмер Ауди Осенний Трофей       |                              | 6     | 0     | 0      | 63   | 7     |
| 2009  | Мировая Серия Рено                       | Interwetten.com              | 2     | 0     | 0      | 0*   | 25*   |
| 2009  | ФИА Формула-2                            | MotorSport Vision            | 10    | 3     | 2      | 34   | 4     |

### Результаты выступлений в Формуле-2
| Легенда к таблице |                                                                    |
| --- | ------------------------------------------------------------------ |
| В таблице перечислены результаты всех гонок, в которых принимал участие гонщик. Строками таблицы являются сезоны, столбцами — этапы соревнований. В каждой клетке указаны сокращённое название этапа и результат, дополнительно обозначенный цветом. Расшифровка обозначений и цветов представлена в нижеследующей таблице. |                                                                    |
| \| Пример \| Описание \| \| ------------ \| ------------------------------------------------------------------ \| \| 1 \| Победитель \| \| 2 \| Второе место \| \| 3 \| Третье место \| \| 5 \| Финишировал, заработав очки \| \| Сход \| Не финишировал, но при этом заработал очки \| \| 12 \| Финишировал, не получив очков \| \| НКЛ \| Финишировал, но не попал в финальную классификацию \| \| 15 \| Участвовал вне зачёта, либо по отдельной классификации \| \| 18 \| Не финишировал, но попал в финальную классификацию \| \| Сход \| Не финишировал \| \| НКВ \| Не прошёл квалификацию \| \| НПКВ \| Не прошёл предквалификацию \| \| ДСК \| Дисквалифицирован \| \| ИСК \| Исключён из протокола соревнований \| \| ТТ \| Заявлен для участия только в тренировках \| \| НС \| Участвовал в квалификации, но не стартовал в гонке \| \| Т \| Травмирован или болен \| \| ОТК \| Отказ от участия \| \| НТР \| Прибыл на соревнования, но на трассу не выезжал \| \| НПР \| Был заявлен в числе участников, но не прибыл к началу соревнований \| \| О \| Соревнования отменены \| \| \| Не участвовал \| \| Поул-позиция \| \| \| Быстрый круг \| \| |                                                                    |
| Пример | Описание                                                           |
| 1 | Победитель                                                         |
| 2 | Второе место                                                       |
| 3 | Третье место                                                       |
| 5 | Финишировал, заработав очки                                        |
| Сход | Не финишировал, но при этом заработал очки                         |
| 12 | Финишировал, не получив очков                                      |
| НКЛ | Финишировал, но не попал в финальную классификацию                 |
| 15 | Участвовал вне зачёта, либо по отдельной классификации             |
| 18 | Не финишировал, но попал в финальную классификацию                 |
| Сход | Не финишировал                                                     |
| НКВ | Не прошёл квалификацию                                             |
| НПКВ | Не прошёл предквалификацию                                         |
| ДСК | Дисквалифицирован                                                  |
| ИСК | Исключён из протокола соревнований                                 |
| ТТ | Заявлен для участия только в тренировках                           |
| НС | Участвовал в квалификации, но не стартовал в гонке                 |
| Т | Травмирован или болен                                              |
| ОТК | Отказ от участия                                                   |
| НТР | Прибыл на соревнования, но на трассу не выезжал                    |
| НПР | Был заявлен в числе участников, но не прибыл к началу соревнований |
| О | Соревнования отменены                                              |
| | Не участвовал                                                      |
| Поул-позиция |                                                                    |
| Быстрый круг |                                                                    |

| Год  | № | 1          | 2       | 3        | 4       | 5     | 6       | 7        | 8       | 9       | 10      | 11    | 12    | 13    | 14    | 15    | 16    | Место | Очки |
| ---- | - | ---------- | ------- | -------- | ------- | ----- | ------- | -------- | ------- | ------- | ------- | ----- | ----- | ----- | ----- | ----- | ----- | ----- | ---- |
| 2009 | 8 | ВАЛ 1 Сход | ВАЛ 2 9 | БРН 1 15 | БРН 2 7 | СПА 1 | СПА 2 1 | БРХ 1 15 | БРХ 2 6 | ДОН 1 3 | ДОН 2 6 | ОШЕ 1 | ОШЕ 2 | ИМО 1 | ИМО 2 | КАТ 1 | КАТ 2 | 4     | 34   |